# Harry Schultz

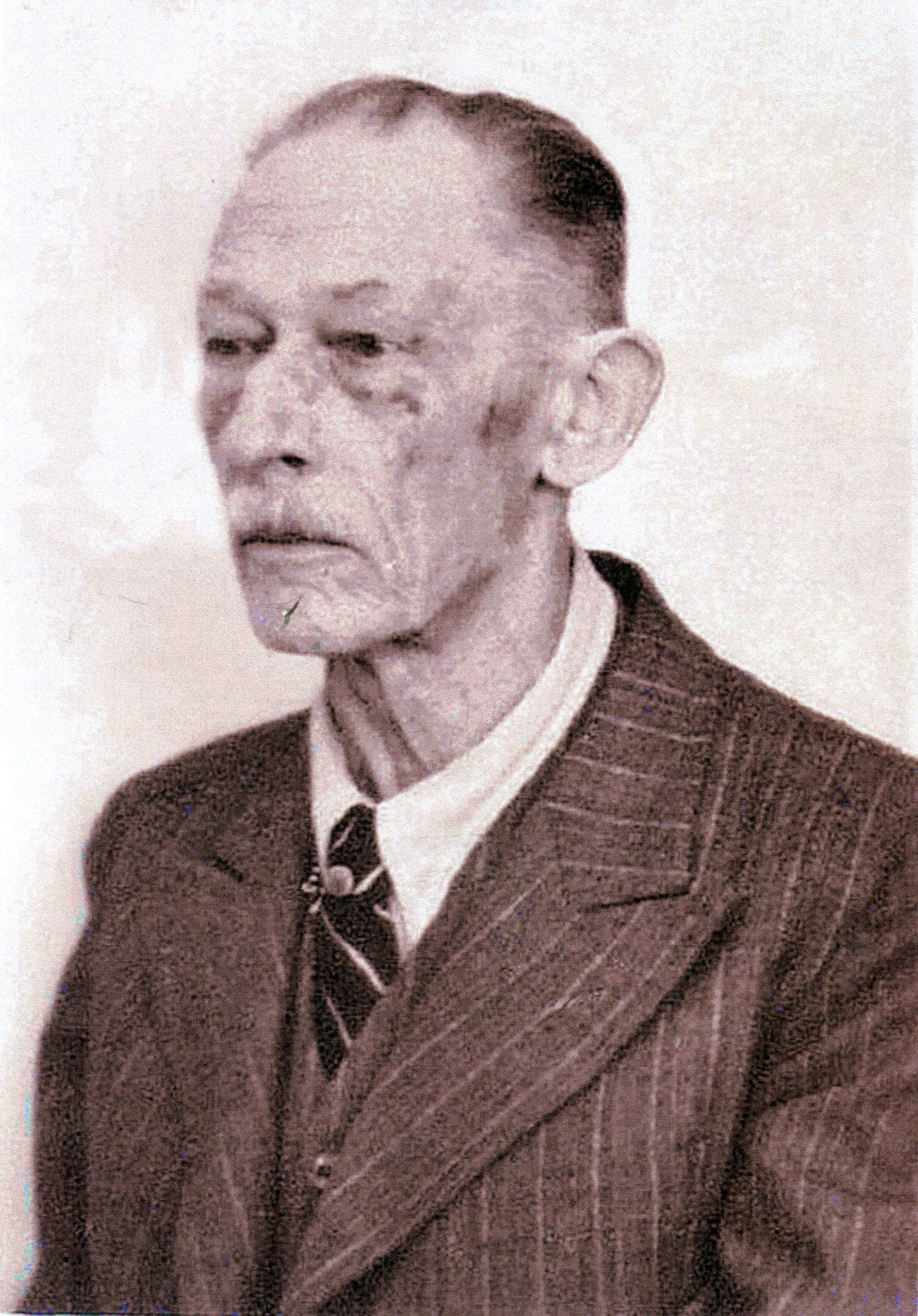
Harry Schultz im Alter von 80 Jahren

Harry Schultz (* 14. März 1874 in Elbing; † 22. September 1958 in Hausham, Oberbayern) war ein deutscher Maler.

## Leben
Sein Vater August Schultz wirkte seit ca. 1870 in Elbing als Lehrer am Gymnasium, er und seine Frau Hulda wohnten in der Spieringstraße 10. Am 14. März 1874 wurde Johann Harry Schultz in Elbing in der Spieringstraße 10 geboren. Soweit bekannt hatte er noch einen Bruder Hans, der sehr jung verstarb. Harry Schultz besuchte das Elbinger Gymnasium und von 1892 bis 1897 die Königsberger Kunstakademie.
Am 20. November 1897 wurde Harry Schultz im Alter von 23 Jahren in der  Münchner Kunstakademie unter der Matrikelnummer 1809 in das Matrikelbuch 1884–1920 eingetragen. Das Fach der Eintragung: Malschule Paul Hoecker. Er beendete sein Studium 1901.
In München war Harry Schultz Schüler von Franz von Lenbach, Wilhelm Leibl und Arnold Böcklin. Danach war Harry Schultz Meisterschüler von Herterich. Harry Schultz war Mitglied und auch Jury-Mitglied der Luitpold-Gruppe der Münchner Künstlergenossenschaft von 1868, des Bundes zeichnender Künstler und der Münchner Allotria im Münchner Künstlerhaus. In der Zeit des Nationalsozialismus war er Mitglied der Reichskammer der bildenden Künste und der nazistischen Kameradschaft der Künstler München. Er war in dieser Zeit an mindestens sieben Ausstellungen beteiligt.
München wurde für Harry Schultz zur zweiten Heimat, hier lebte er von 1897 bis 1943, bis er seine durch Kriegseinwirkung zerstörte Wohnung mit Atelier in der Georgenstraße 86 verlassen musste. Zuvor wohnte und arbeitete Harry Schultz in der Georgenstraße 63 im IV Stock, diese Adresse ist auf einem älteren Gemälde rückseitig, handschriftlich vermerkt. Harry Schultz schuf das Bühnenbild „Apotheoseschiff“ für das Münchner Hoftheater, für die Kaiservorstellung anlässlich der Grundsteinlegung des Deutschen Museums.
Harry Schultz zog mit seiner Frau Theresa Maria, genannt Maja, am 24. August 1943 zu seiner Schwägerin, einer älteren Schwester von Maria, nach Hausham in Oberbayern. Dort wohnte und arbeitete er – im Keller des Rathauses durfte er sich ein Atelier einrichten – noch 15 Jahre bis zu seinem Tod. Schultz starb 84-jährig am 22. September 1958 auf der Rückfahrt vom Münchner Oktoberfest. Auf dem Oktoberfest sammelte er gerne Studienobjekte, die er dann zu Hause auf die Leinwand malte. Auf seiner letzten Fahrt erlitt er im Autobus kurz vor Hausham einen Schlaganfall. Er konnte noch zurück in seine Wohnung in das Rathaus gebracht werden und ist dort verstorben. Schultz wurde als einer der Ersten auf den neu angelegten Friedhof in Hausham begraben. Außer dem Eintrag im Beerdigungsbuch, eine Zeile: „gest. 22. September 1958, beerd. Reihe 5/III-III“, erinnert in Hausham an ihn noch ein Selbstporträt des Künstlers, das im Rathaus hängt. Sein Grab ist seit 1992 wieder neu belegt.

## Sein Umfeld
In München war Schultz mit Ferdinand Mirwald (1872–1948) befreundet, der ihn in die Dachauer Künstlerkolonie eingeführt haben dürfte, aber auch Daniel Staschus war hier zu Hause. Am 16. und 29. April schickt Harry Schultz zwei selbstgemalte Postkarten zu Herrn Carl Cuolt, die von Otto Bleutzer, Klara Bleiche, sowie einen Herrn Schinabek mit unterzeichnet wurden. Am 15. Juli 1906 laden Harry Schultz und Otto Bleutzer den Lehrer Carl Cuolt aus Tettnang in Württemberg zum Schützenfest nach München ein. Ein weiterer guter Freund und Kollege war der aus Ostpreußen stammende Dichter und Maler Daniel Staschus, der zuletzt in Lindau am Bodensee wohnte. Im Nachlass von Daniel Staschus waren vier Ölbilder und ca. 80 Grafiken von Harry Schultz, einige gleich dreifach. Eine Verkaufsliste von 1920 lässt vermuten, dass Daniel Staschus für Schultz Bilder und Grafiken verkaufte und die im Nachlass gefundenen Werke in Kommission hatte.
Anhand seiner Neujahrs-Gruß-Karten ist erkennbar, dass er 1920 seine spätere Frau, Theresa Maria Wimmer (1879–1960), um 1919 in München kennen gelernt hat. Auf den Karten von 1909 / 1917 / 1918 / 1919 / und 1920 wünscht nur Harry Schultz ein neues Jahr, erst ab 1921 steht darunter auch Maja und Harry Schultz oder Harry Schultz und Frau. Auch ein Krippenbild zur Atelier-Weihnacht 1920 widmete er seiner „lieben Schwägerin Rosa“ Foto: Privatsammlung München. Harry Schultz und Maria Wimmer haben im September 1920 in der Georgenstraße 63 in München geheiratet.

## Wassersport
Schultz hatte in einem Club am Starnberger See seine 25 m² Älter-Jolle und ein Beiboot liegen, die ihm 1945 von den Amerikanern beschlagnahmt wurden. Harry Schultz war seit 1915 Mitglied im MYC, später dann Ehrenmitglied. 1953 stiftete er den Harry-Schultz-Preis für Drachen. Er beschäftigte sich viel mit seinen Bildern auf und um das Clubgelände. Viele seiner Seglerbilder stellte Harry Schultz als Regattapreise zur Verfügung. Sein pastoser leuchtender Farbauftrag und der flotte lockere Pinselstrich lassen uns seine Bilder wie Momentaufnahmen eines schönen Segeltages am Wasser oder an Land erscheinen. Wie nachhaltig die Verehrung für den Kommodore Reinhard Scheer aus Weimar über seinen Tod hinaus war, zeigt, dass anlässlich des Umbaus des Clubhauses um 1930 eine »Admiral-Scheer Ecke« von Schultz konzipiert wurde, deren Ausführung lange Zeit das Aussehen des Casinos prägte. Die »S.M.S. Ostfriesland« – das Flaggschiff des zweiten Kommodore Admiral Ehrhard Schmidt, gemalt von Schultz, er hat Admiral Scheer und auch seinen Kreuzer gemalt.

## Gemälde
In seiner über 65-jährigen Schaffenszeit entstanden viele Ölbilder, Aquarelle, Stahl- und Holzstiche, aber auch Holzplastiken, seine Arbeiten findet man unter anderem im:
- Deutsches Schifffahrtsmuseum Bremerhaven;
- Ostpreußisches Landesmuseum Lüneburg;
- Bayerische Staatsgemäldesammlung in München, ausgestellt in der Ostdeutschen Galerie Regensburg;
- Bayrische Staatliche Graphische Sammlung Holzschnitte von Harry Schultz
- Westpreußisches Landesmuseum Warendorf;
- Museum Hamburg Altona;
- Letter Stiftung, Köln;
- Archäologisches Museum Elbląg / Polen;
- Truso-Vereinigung Münster.

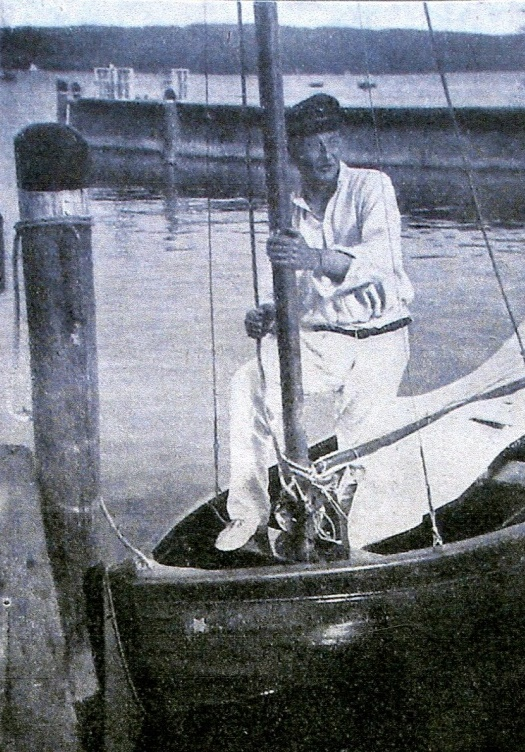
Schultz als Segeler
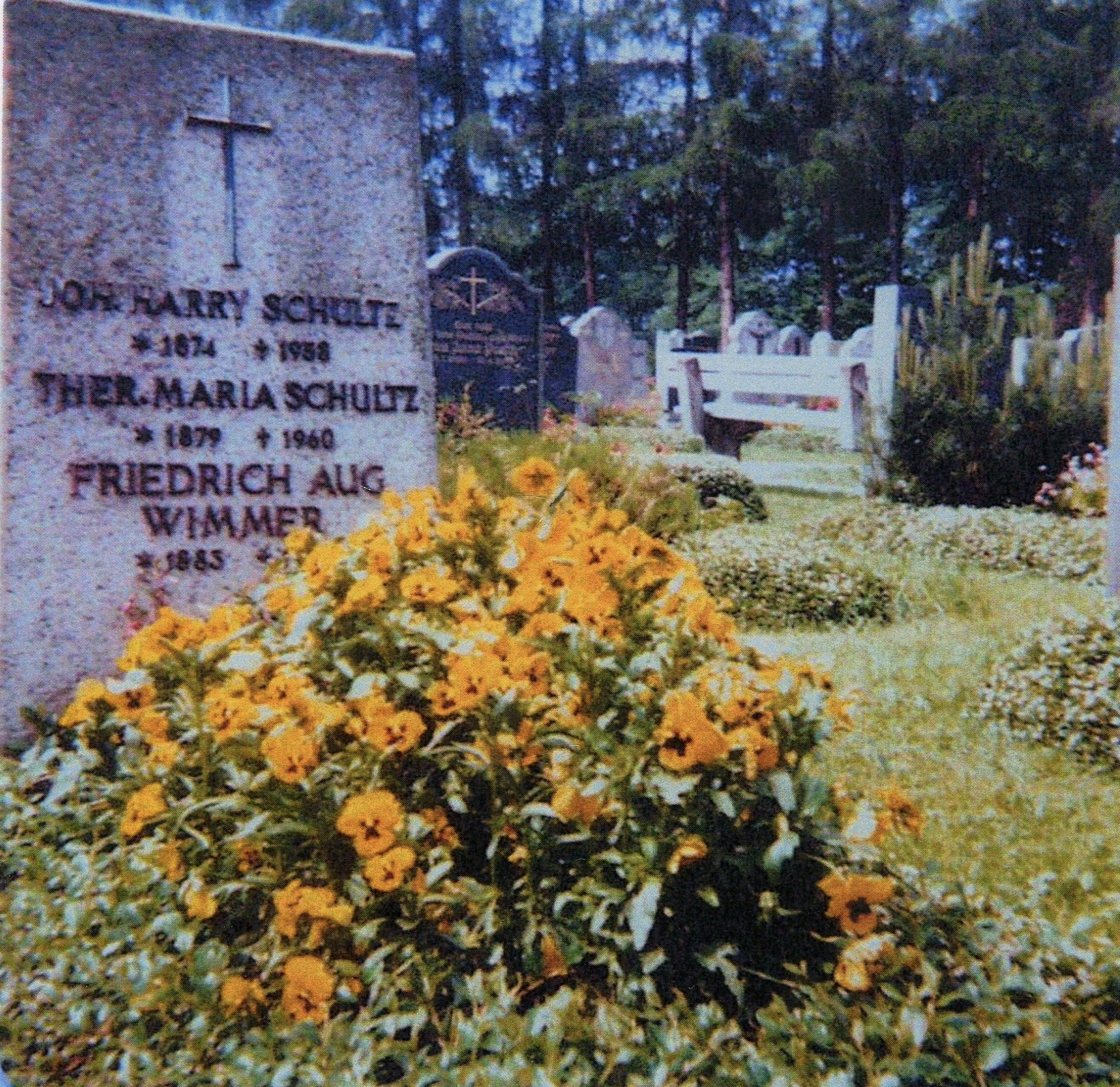
Grab der Familie

## Illustrationen (Auswahl)
- Gewitterstimmung „Das Meer“ farbige Meisterbilder, Verlag Velhagen & Klasing
- Kunstwart von F. Avenarius 1910
- Zeitschrift „Jugend“ 1907/16 von Dr. Georg Hirt
- Westermanns Monatshefte 1921 Braunschweig
- Westermanns Monatshefte 1925 Braunschweig
- Bayerisch Land und Volk 1910 Max Kellers Hof-Buchhandlung München
- Die Schildbürger von Gustav Schwab, Verlag Carl Schnell München
- Jugendblätter, Band 53 / 1906 von Isabella Braun, Verlag Carl Schnell München
- Jugendblätter, Band 55 / 1909 von Isabella Braun, Verlag Carl Schnell München
- Jugendblätter 59. Band 1913 von Isabella Braun, Verlag Carl Schnell München
- Jugendblätter 61. Band 1915 von Isabella Braun, Verlag Carl Schnell München
- Jugendblätter 62. Band 1916 von Isabella Braun, Verlag Carl Schnell München
- Jugendblätter 70. Band 1924 von Isabella Braun, Verlag Carl Schnell München
- Deutsche Sagen von Lothar Meilinger, Verlag Carl Schnell München
- Erzählung aus Bayr. Urgeschichte,
- Lesebuch für die Volksschule
- Lesebuch für die vierte Klasse von der Stadtschulkommission Augsburg
- Lesebuch f. höhere Mädchenschulen 1911 von Alfons Bock, Verlag Carl Schnell München
- Der Durchbruch der Möwe, 1928 von Albert Semsrott, Verlag Thienemanns Stuttgart
- Kaperschiff Möwe, 1928 von Albert Semsrott, Verlag Thienemanns Stuttgart
- Seekadett Jack geht zur See, 1928 von Albert Semsrott, Verlag Thienemanns Stuttgart
- Seekadett Jack wird Kapitän, 1928 von Albert Semsrott, Verlag Thienemanns Stuttgart
- Seekadett Jack wird Kapitän, 1928 von Albert Semsrott, Verlag Thienemanns Stuttgart
- Seekadett Jack wird Vernünftig, 1928 von Albert Semsrott, Verlag Thienemanns Stuttgart
- Bildchronik von München, 1938 von Alexander Heilmeyer, Verlag R. Oldenburg
- Schule und Elternhaus 1929 von Hugo C. Jüngst, Berlin-Hermsdorf
- Der Große Krieg / Band II, 1916 von Generalleutnant von Hößlin, Verlag Carl Schnell München